# Ministère de la Marine et des Pêches et du Service naval
Le ministère de la Marine et des Pêches et du Service naval (en anglais : Department of Marine and Fisheries and the Naval Service) était le ministère responsable pour la marine, les pêches et le Service naval du Canada de 1911 à 1921. Le ministère était d'abord le ministère de la Marine et des Pêches, mais a vu l'addition du Service naval lors de la création de celui-ci en 1911. En 1921, la responsabilité du Service naval fut transférée au ministère de la Milice et de la Défense et du Service naval et le ministère a alors repris son ancien nom pour la décennie qui suivit.

## Ministres de la Marine et des Pêches et du Service naval
- Rodolphe Lemieux du 11 août 1911 au 6 octobre 1911 dans le cabinet du Premier ministre Sir Wilfrid Laurier
- John Douglas Hazen du 10 octobre 1911 au 12 octobre 1917 dans le cabinet du Premier ministre Robert Borden
- Charles Ballantyne du 13 octobre 1917 au 10 juillet 1920 dans le cabinet du Premier ministre Robert Borden puis du 10 juillet 1920 au 29 décembre 1921 dans le cabinet du Premier ministre Arthur Meighen

## Annexe